# 3733-as busz
A 3733-as jelzésű autóbuszvonal Miskolc, Sajólád, a Hernádnémeti-Bőcs vasútállomás, Kesznyéten és Tiszaújváros között húzódó regionális vonal, amelyet a Volánbusz Zrt. üzemeltet.

## Útvonala

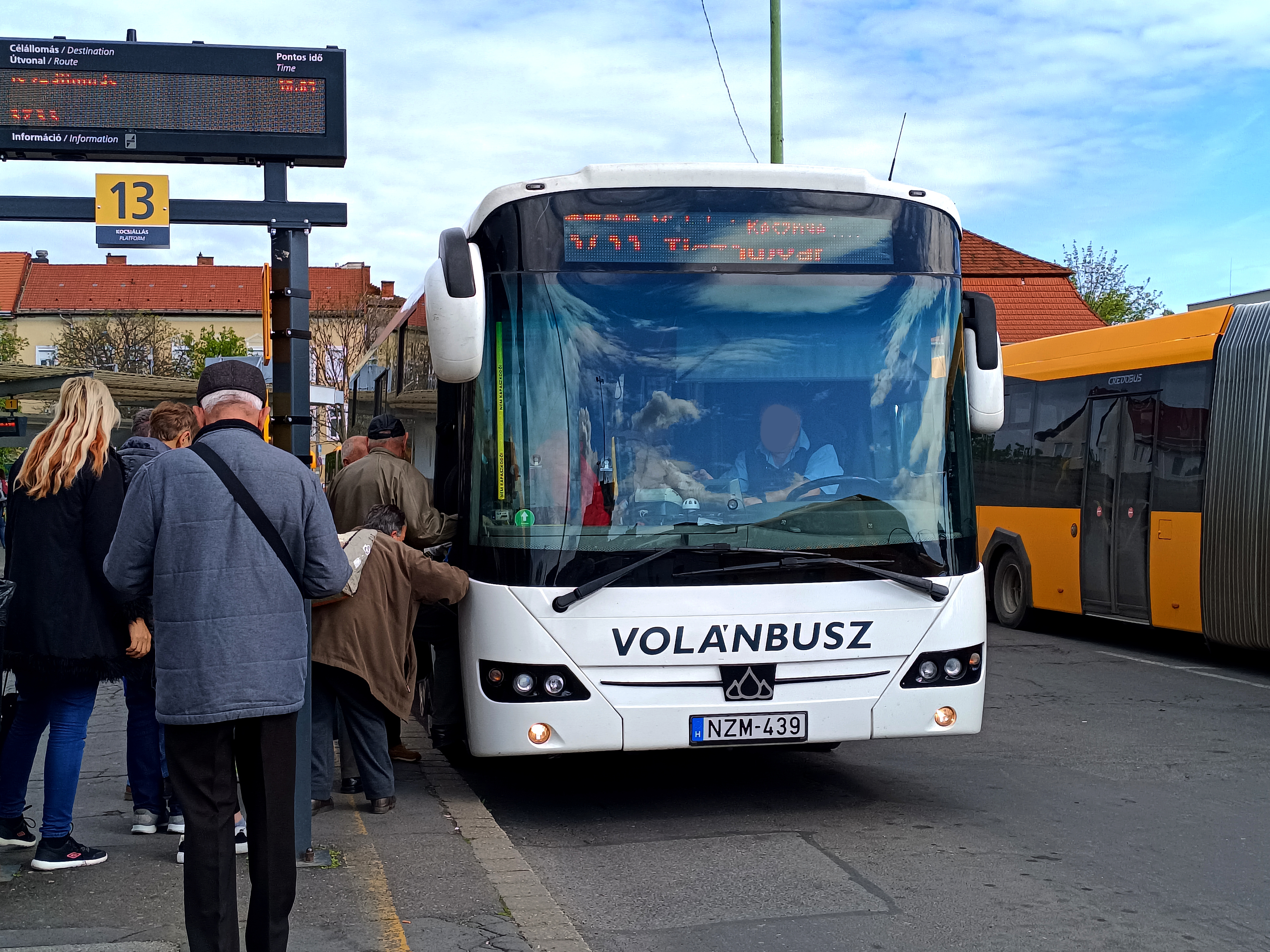
Indulásra készen a Búza téren

A miskolci autóbusz-állomásról indul. A 3-as főúton indul el Szikszó irányába a Zsolcai kapun keresztül, a Gömöri felüljárón, a miskolci Volán-telep, illetve a város tömegközlekedését lebonyolító Miskolc Városi Közlekedési Zrt. (MVK) járműtelepjének szomszédságában közlekedik, eközben a Sajó folyót keresztezi, illetve több bevásárlóközpont mellett vezet útja. Az M30-as autópálya alatt átmegy, majd elhagyja a megyeszékhelyet.
Az első település a miskolci agglomerációban jelentős szerepet játszó Felsőzsolca, olyannyira, hogy helyi buszjárat (7-es busz) köti össze azt a belvárossal. A Sajó partján fekvő mellékúton járja be azt, majd a vele összenőtt Alsózsolcát érinti, előtte vasúti felüljárón át. Újkeletű eseményként, leginkább lakossági panaszok megoldására immáron a buszvonal egyik hétköznapi reggeli indítása Alsózsolcának a keleti szegletében élőket szedi össze és viszi a nagyvárosba, ezzel feláldozva a központban élőket. Innen több egykori bányató mentén Sajóládra hajt be, majd azt egy olyan úton hagyja el, amerre másik buszvonal nem vezet. A Bársonyos-patakon keresztül Bőcs tárul maga elé, a Hernád kanyarulatai között az egykori Belsőbőcs területére néhányszor kitér /Bőcs, Pást/, majd a vonal 23. kilométerénél érkezik felezőpontjára, a Hernádnémeti-Bőcs vasútállomásra, a legtöbb szóló, illetve csuklós eddig közlekedik.
Az állomás szomszédságában a Borsodi Sörgyár bőcsi üzeme található, a falu fő hírértékét szerző létesítménye. A község József Attila útján át Berzékre megy át. Változatlanul a 3607-es mellékúton Sajóhídvég jön, kietnelebb tájakon Köröm a soron levő, utána Girincs, majd a Sajó partján Kiscsécs községek. Következőnek a 2018-ban nehezen megközelíthető Kesznyéten település található, mikoris a kesznyéteni Sajó-híd felújítás miatt teljes szélességében lezárt volt. A munkálatok idején először Tiszaújváros–Sajólád–Bőcs–Girincs–Kesznyéten útvonalon (3972), utána eggyel jobb helyzetet felállítva, Tiszaújváros–Muhi, pontonhíd–Köröm–Kesznyéten útvonalon (3992) közlekedtek az akkor még ÉMKK irányítása alatt álló autóbuszok.
A normális rend szerint a folyón is átsuhanva a járásközpont Tiszaújvárosba érkezik. Indításai vagy a helyi buszállomáson, vagy a MOL Petrolkémia melletti állomáson végállomásoznak.

## Közlekedése
Indításszáma magas, a Miskolcot és Tiszaújvárost összekötő egyik autóbuszvonal (továbbiak: 3731, 3734, 3737, 3739, 3744, 3745, 3752), többféleképpen is megközelíthető az iparváros, azonban ez legnagyobb arányban Kesznyétenig közlekedik, a nagyvárosig a 3731-es buszvonal szolgál. Iskolaidőben rezsijárat közlekedik Miskolcról Körömre.
| Viszonylat                                      | Indításszám     | Közlekedési rend          |
| ----------------------------------------------- | --------------- | ------------------------- |
| Miskolc, aut. áll. – Hernádnémeti-Bőcs vá.      | 5 oda, 2 vissza | tanítási napokon          |
| Miskolc, aut. áll. – Hernádnémeti-Bőcs vá.      | 5 oda, 1 vissza | tanszünetben munkanapokon |
| Miskolc, aut. áll. – Hernádnémeti-Bőcs vá.      | 1 oda           | szabadnapokon             |
| Miskolc, aut. áll. – Köröm, kh.                 | 1 pár           | tanítási napokon          |
| Miskolc, aut. áll. – Kesznyéten, templom        | 5 pár           | tanítási napokon          |
| Miskolc, aut. áll. – Kesznyéten, templom        | 6 pár           | tanszünetben munkanapokon |
| Miskolc, aut. áll. – Kesznyéten, templom        | 3 oda, 5 vissza | hétvégén                  |
| Miskolc, aut. áll. – Tiszaújváros, aut. áll.    | 4 pár           | tanítási napokon          |
| Miskolc, aut. áll. – Tiszaújváros, aut. áll.    | 3 pár           | tanszünetben munkanapokon |
| Miskolc, aut. áll. – Tiszaújváros, aut. áll.    | 1 oda, 2 vissza | szabadnapokon             |
| Miskolc, aut. áll. – Tiszaújváros, MOL aut. vt. | 2 vissza        | munkanapokon              |
| Miskolc, aut. áll. – Tiszaújváros, MOL aut. vt. | 1 vissza        | szabadnapokon             |
| Miskolc, aut. áll. – Tiszaújváros, MOL aut. vt. | 1 oda           | munkaszüneti napokon      |
| Girincs, Kossuth u. 2. ➝ Miskolc, aut. áll.     | 1 oda           | munkanapokon              |
| Bőcs, Pást ➝ Miskolc, aut. áll.                 | 1 oda           | tanítási napokon          |

## Megállóhelyei
| 0                                                                                           | Miskolc, autóbusz-állomás végállomás                | 0.0 km  | 1, 1G, 3, 3A, 4, 7, 11, 12G, 20, 20A, 24, 28, 32, 34G, 35, 43, 44, 45, 101B, 900, 914, 935 1050, 1053, 1369, 1370, 1372, 1373, 1374, 1375, 1376, 1377, 1380, 1381, 1383, 1384, 1410, 1411 3700, 3701, 3702, 3703, 3704, 3705, 3706, 3707, 3708, 3709, 3710, 3711, 3712, 3714, 3715, 3716, 3717, 3718, 3719, 3720, 3721, 3722, 3723, 3724, 3726, 3727, 3728, 3729, 3730, 3731, 3734, 3735, 3736, 3737, 3738, 3739, 3740, 3741, 3742, 3743, 3744, 3745, 3746, 3747, 3748, 3749, 3750, 3751, 3752, 3753, 3754, 3755, 3757, 3760, 3761, 3764, 3765, 3766, 3767, 3770, 3772, 3773, 3774, 3775, 3776, 3777, 4019 |
| 1                                                                                           | Miskolc, Baross Gábor utca                          | 1.5 km  | 7, 8 3706, 3710, 3712, 3715, 3716, 3717, 3718, 3719, 3720, 3721, 3722, 3723, 3724, 3726, 3727, 3728, 3729, 3730, 3731, 3734, 3735, 3736, 3737 |
| 2                                                                                           | Miskolc, Szondi György utca                         | 2.0 km  | 1, 1G, 3A, 7, 8, 12G, 14G, 20, 21, 21G, 30, 31, 32, 34G, 35, 35G, 101B, 900, 901, 935, Auchan 1 3706, 3710, 3712, 3715, 3716, 3717, 3718, 3719, 3720, 3721, 3722, 3723, 3724, 3726, 3727, 3728, 3729, 3730, 3731, 3734, 3735, 3736, 3737 |
| 3                                                                                           | Miskolc, Fonoda utca                                | 2.3 km  | 7 3706, 3710, 3712, 3715, 3716, 3717, 3718, 3719, 3720, 3721, 3722, 3723, 3724, 3726, 3727, 3728, 3729, 3730, 3731, 3734, 3735, 3736, 3737 |
| 4                                                                                           | Miskolc, Metro áruház                               | 3.3 km  | 7 3706, 3710, 3712, 3715, 3716, 3717, 3718, 3719, 3720, 3721, 3722, 3723, 3724, 3726, 3727, 3728, 3729, 3730, 3731, 3734, 3735, 3736, 3737 |
| 5                                                                                           | Miskolc, Auchan áruház                              | 3.8 km  | 7, Auchan 1 3706, 3710, 3712, 3715, 3716, 3717, 3718, 3719, 3720, 3721, 3722, 3723, 3724, 3726, 3727, 3728, 3729, 3730, 3731, 3734, 3735, 3736, 3737 |
| 6                                                                                           | Felsőzsolca, Szent István utca                      | 4.9 km  | 3706, 3724, 3726, 3734, 3735, 3736, 3737 |
| 7                                                                                           | Felsőzsolca, városháza                              | 5.7 km  | 3734, 3735, 3736, 3737 |
| 8                                                                                           | Felsőzsolca, Rózsa utca                             | 6.5 km  | 3734, 3735, 3736, 3737 |
| 9                                                                                           | Felsőzsolca, Mezőgép                                | 7.6 km  | 3734, 3735, 3736, 3737 |
| 10                                                                                          | Felsőzsolca vasútállomás, bejárati út               | 8.4 km  | 3734, 3735, 3736, 3737 |
| 11                                                                                          | Alsózsolca, Kossuth utca                            | 8.8 km  | 3734, 3735, 3736, 3737 |
| Munkanapokon 1 alkalommal érintett a Kossuth utca, községháza, sportpálya megállók helyett. |                                                     |         | |
| ∫                                                                                           | Alsózsolca, Kassai utca                             | ∫       | 3735, 3736, 3737 |
| ∫                                                                                           | Alsózsolca, Deák Ferenc utca                        | ∫       | 3736 |
| ∫                                                                                           | Alsózsolca, Zrínyi utca                             | ∫       | 3736 |
| ∫                                                                                           | Alsózsolca, Jókai utca                              | ∫       | 3736 |
| 12                                                                                          | Alsózsolca, községháza                              | 9.5 km  | 3734, 3735, 3737 |
| 13                                                                                          | Alsózsolca, sportpálya                              | 10.1 km | 3734, 3735, 3737 |
| 14                                                                                          | Alsózsolca, Arany János utca                        | 10.6 km | 3734, 3735, 3736, 3737 |
| 15                                                                                          | Alsózsolca, autóbusz-forduló                        | 11.1 km | 3734, 3735, 3736, 3737 |
| 16                                                                                          | Betonelőregyártó üzem bejárati út                   | 12.1 km | 3734, 3735, 3736, 3737 |
| 17                                                                                          | Sajólád, Dózsa György utca 6.                       | 12.8 km | 3734, 3735, 3736, 3737 |
| 18                                                                                          | Sajólád, iskola                                     | 13.3 km | 3734, 3735, 3736, 3737, 3752, 3971 |
| 19                                                                                          | Sajólád, Fráter György utca                         | 14.0 km | |
| 20                                                                                          | Gyömrői tanya                                       | 14.7 km | |
| 21                                                                                          | Sajóládi vízmű                                      | 15.6 km | |
| 22                                                                                          | Bőcs, Déryné utca                                   | 16.9 km | |
| 23                                                                                          | Bőcs, községháza                                    | 17.7 km | 3731, 3785 |
| Tanítási napokon 1 alkalommal nem érintett.                                                 |                                                     |         | |
| 24                                                                                          | Bőcs, Hősök utca                                    | 18.2 km | 3731, 3785 |
| 25                                                                                          | Bőcs, Pást vonalközi végállomás                     | 18.6 km | 3731, 3785 |
| 26                                                                                          | Bőcs, Hősök utca                                    | 19.0 km | 3731, 3785 |
| 27                                                                                          | Bőcs, községháza                                    | 19.5 km | 3731, 3785 |
| 28                                                                                          | Bőcs, Rákóczi utca 2.                               | 20.1 km | 3731, 3785 |
| 29                                                                                          | Bőcs, ABC áruház                                    | 20.4 km | 3731, 3785 |
| Tanítási napokon 11; tanszünetben munkanapokon 9; hétvégén 4 alkalommal nem érintett.       |                                                     |         | |
| 30                                                                                          | Bőcs, sörgyári lakótelep                            | 21.1 km | 3731, 3785 |
| 31                                                                                          | Bőcs, sörgyár                                       | 22.1 km | 3731, 3785 |
| 32                                                                                          | Hernádnémeti-Bőcs vasútállomás vonalközi végállomás | 22.7 km | 3731, 3785 személyvonat – Hernádnémeti-Bőcs (80) |
| 33                                                                                          | Bőcs, sörgyár                                       | 23.3 km | 3731, 3785 |
| 34                                                                                          | Bőcs, sörgyári lakótelep                            | 24.4 km | 3731, 3785 |
| 35                                                                                          | Bőcs, iskola                                        | 25.1 km | 3731, 3785 |
| 36                                                                                          | Bőcs, Jószef Attila utca 38.                        | 25.5 km | 3731, 3785 |
| 37                                                                                          | Berzék, Rákóczi utca 3.                             | 26.3 km | 3731, 3785 |
| 38                                                                                          | Berzék, Esze Tamás utca                             | 26.8 km | 3731, 3785 |
| 39                                                                                          | Berzék, Perczel Mór utca                            | 27.4 km | 3731, 3785 |
| 40                                                                                          | Sajóhídvég, újtelep                                 | 29.1 km | 3731, 3785 |
| 41                                                                                          | Sajóhídvég, faluház                                 | 29.5 km | 3731, 3785 |
| 42                                                                                          | Sajóhídvég, Petőfi utca                             | 29.9 km | 3731, 3785 |
| 43                                                                                          | Köröm, községháza vonalközi végállomás              | 31.5 km | 3731, 3785 |
| 44                                                                                          | Köröm, tiszalúci útelágazás                         | 31.8 km | 3731, 3785 |
| 45                                                                                          | Girincs, Rózsa utca                                 | 34.2 km | 3731, 3785, 3974 |
| 46                                                                                          | Girincs, bolt                                       | 34.6 km | 3731, 3785, 3974 |
| 47                                                                                          | Girincs, Kossuth utca 2. vonalközi végállomás       | 35.0 km | 3731, 3785, 3974 |
| 48                                                                                          | Kiscsécs, autóbusz-váróterem                        | 36.7 km | 3731, 3785, 3974 |
| 49                                                                                          | Kesznyéten, Rákóczi utca                            | 38.7 km | 3731, 3785, 3974 |
| 50                                                                                          | Kesznyéten, Dózsa György utca                       | 39.3 km | 3731, 3785, 3974 |
| 51                                                                                          | Kesznyéten, Táncsics utca                           | 39.7 km | 3731, 3785, 3974 |
| 52                                                                                          | Kesznyéten, templom vonalközi végállomás            | 40.4 km | 3731, 3785, 3974 |
| 53                                                                                          | Tiszaújváros, autóbusz-állomás vonalközi végállomás | 47.0 km | 1, 1A, 2, 3 1055 1369, 1370, 1372, 1373, 1374, 1410, 1426, 1427 3731, 3737, 3739, 3744, 3745, 3752, 3952, 3960, 3963, 3965, 3966, 3967, 3968, 3969, 3970, 3971, 3974, 3975, 4008, 4009, 4240, 4241, 4484 |
| 54                                                                                          | Tiszaújváros, művelődési ház                        | 47.8 km | 2, 3 3731, 3739, 3744, 3745, 3952, 3960, 3963, 3965, 3966, 3968, 3970, 3971, 3975, 4008, 4240, 4241, 4484 |
| 55                                                                                          | Tiszaújváros, bejárati út                           | 48.2 km | 2 1369, 1370, 1372, 1410, 1426, 1427, 1450 3731, 3737, 3739, 3744, 3745, 3952, 3960, 3963, 3964, 3965, 3966, 3968, 3970, 3971, 3975, 4008, 4240, 4241, 4484 |
| 56                                                                                          | Tiszaújváros, MOL autóbusz-váróterem végállomás     | 49.4 km | 1450 3731, 3737, 3745, 3952, 3960, 3963, 3964, 3965, 3966, 3968, 3970, 3971, 3975, 4008, 4240, 4484 |